# Virradat (folyóirat)
Virradat – Aradon 1928. december 12-én indult politikai napi-, majd 1930-ban politikai és közgazdasági hetilap.

## Szerkesztői, tartalma
Felelős szerkesztőként Fáskerti Tibor, majd Molnár Ferenc neve szerepel rajta, hátterében az illegális kommunista párt egyik legális szervezete, a Falusi és Városi Dolgozók Blokkja állt, s annak politikai irányvonalát, rendezvényeit népszerűsítette. Foglalkozott gazdasági-társadalmi kérdésekkel, a munkásság és a szegényparasztság helyzetével, kiállt a szakszervezeti mozgalom egysége mellett (többek között éles hangú tudósításban számolt be a temesvári szakszervezeti kongresszus eseményeiről). Az 1929-es parlamenti választások időszakában a munkás–paraszt egységért szállt síkra. Külpolitikai irányulását az olasz fasiszta rendszerrel való szembenállást kifejező cikkei jellemzik.